# توقيت الإمارات العربية المتحدة

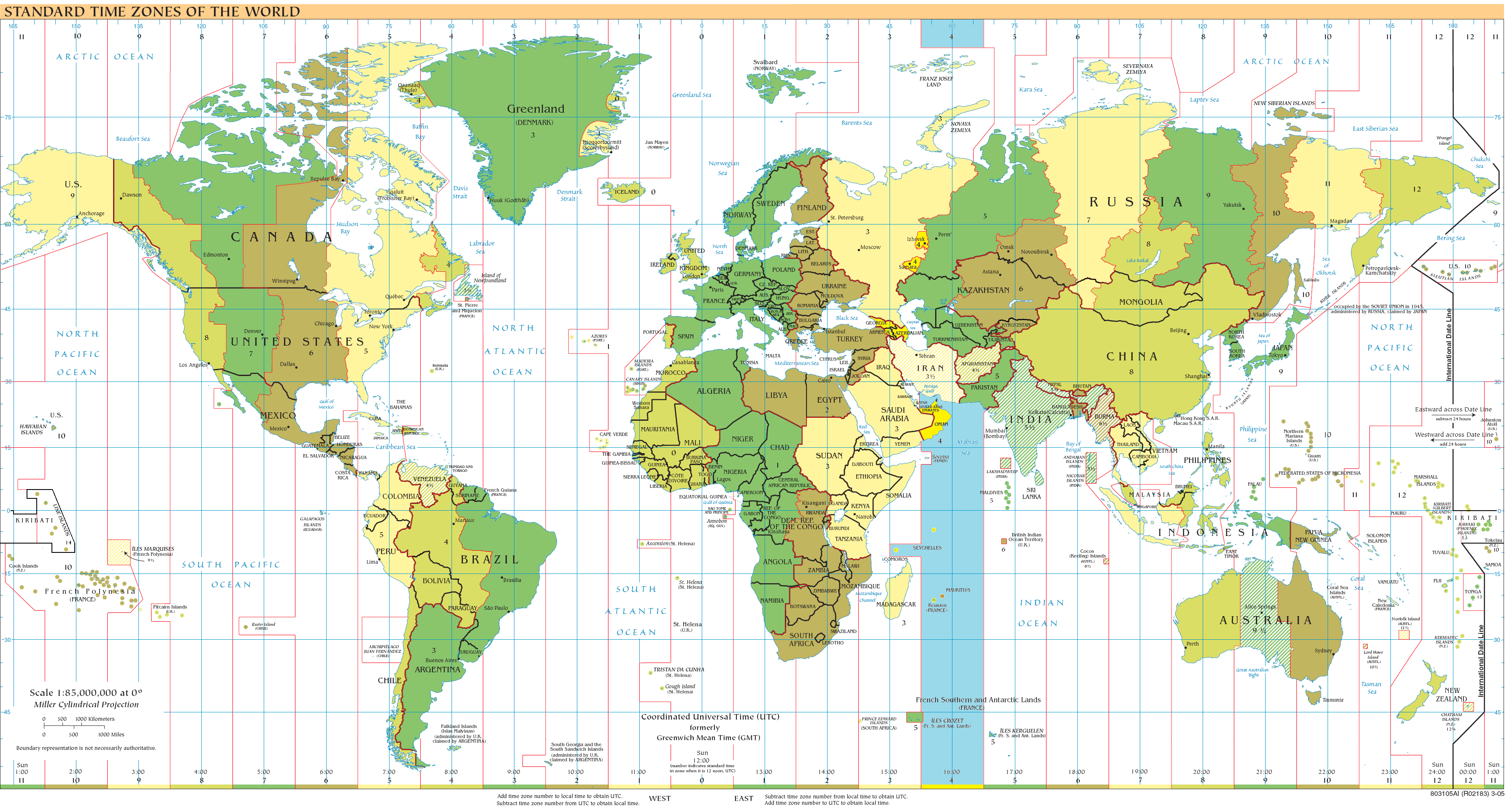
المنطقة الزمنية 4:00+ (أزرق)

توقيت الإمارات العربية المتحدة أو توقيت الإمارات هي المنطقة الزمنية لدولة الإمارات العربية المتحدة. يتم تقديمها بواسطة توقيت الخليج القياسي, أي قبل 4 ساعات من توقيت جرينتش / توقيت عالمي منسق (UTC + 04: 00) وهو متزامن مع عمان المجاورة. لا تغير دولة الإمارات الساعات حسب التوقيت الصيفي.

## قاعدة بيانات المنطقة الزمنية
تحتوي قاعدة بيانات المنطقة الزمنية على منطقة واحدة لدولة الإمارات العربية المتحدة، باسم "Asia/Dubai".